# نصرتیه
نصرتیه یک روستا در ایران است که در Rostaq Rural District واقع شده‌است.